# 222 v. Chr.
Portal Geschichte | Portal Biografien | Aktuelle Ereignisse | Jahreskalender | Tagesartikel

◄ |
4. Jahrhundert v. Chr. |
3. Jahrhundert v. Chr. |
2. Jahrhundert v. Chr. |
►

◄ | 240er v. Chr. | 230er v. Chr. | 220er v. Chr. | 210er v. Chr. |
200er v. Chr. |
►

◄◄ | ◄ | 225 v. Chr. | 224 v. Chr. | 223 v. Chr. | 222 v. Chr. |
221 v. Chr. |
220 v. Chr. |
219 v. Chr. |
► |
►►
Staatsoberhäupter

## Ereignisse

### Östliches Mittelmeer
- Juli: Schlacht von Sellasia: Die Spartaner unter Kleomenes III. unterliegen im Kleomenischen Krieg endgültig der gegnerischen griechisch-makedonischen Koalition unter Antigonos III. Doson. Kleomenes flieht nach Ägypten, wo er bald darauf stirbt; die siegreichen Truppen besetzen Sparta. Das dortige Königtum wird zunächst abgeschafft.

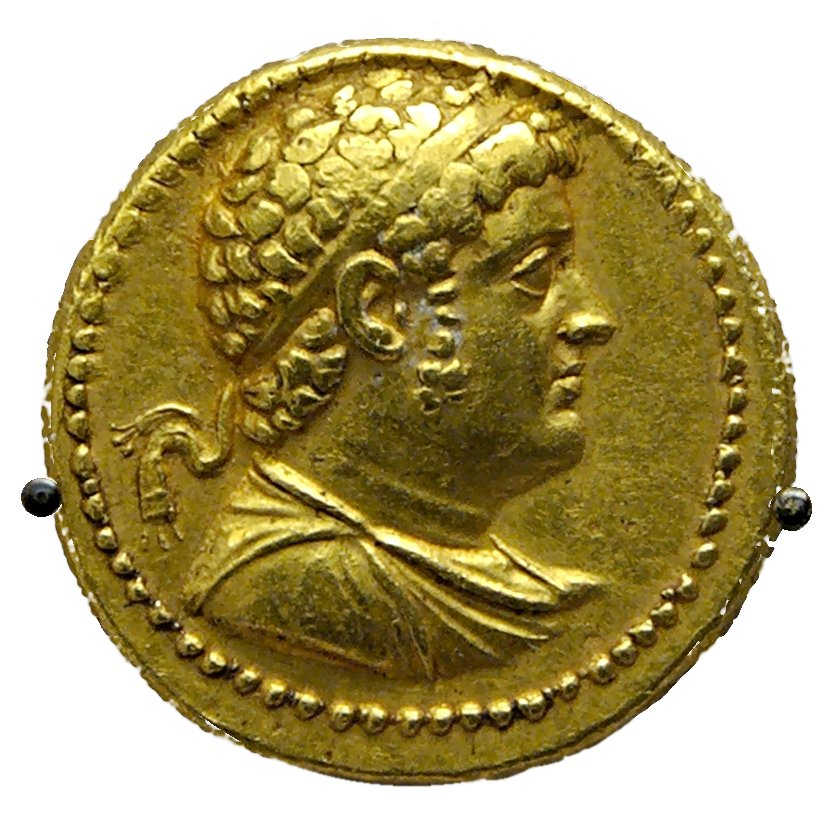
Goldoktadrachmon Ptolemaios IV. Philopator, Britisches Museum

- Nach dem Tod von Ptolemaios III. Euergetes wird sein Sohn Ptolemaios IV. Philopator Pharao von Ägypten.

### Westliches Mittelmeer
- Sieg der Römer unter Marcus Claudius Marcellus über die keltischen Insubrer unter Viridomarus (fällt im Kampf) in der Schlacht von Clastidium (heute: Casteggio). Damit ist das später Gallia cisalpina genannte Gebiet der Po-Ebene unter römischer Herrschaft; auch die Veneter, traditionell römische Verbündete, anerkennen die römische Oberhoheit. Mediolanum wird römisch. In den fasti triumphales zur Schlacht werden erstmals Germanen erwähnt.

### Asien
- Antiochos III. heiratet Laodike, die Tochter von Mithridates II., König von Pontos.
- Molon, der Statthalter der Provinz Medien, erhebt sich gegen König Antiochos III. Dieser schickt seine Feldherren Theodotos Hemiolios und Xenon gegen ihn.
- Der chinesische Staat Qin unter Qin Shihuangdi unterwirft den Staat Yan. Auch der Widerstand des Prinzen von Zhao wird gebrochen.

## Gestorben
- Ptolemaios III. Euergetes I., ägyptischer Pharao (* um 284 v. Chr.)